# Leština (Strmilov)
Leština (německy Leschtin) je vesnice, část města Strmilov v okrese Jindřichův Hradec v Jihočeském kraji. Nachází se asi 2,5 kilometru jižně od Strmilova. Je zde evidováno 52 adres. V roce 2011 zde trvale žilo jedenáct obyvatel.
Leština leží v katastrálním území Leština u Strmilova o rozloze 2,68 km².

## Historie
První písemná zmínka o vesnici pochází z roku 1364.

## Obyvatelstvo
| Rok            | 1869 | 1880 | 1890 | 1900 | 1910 | 1921 | 1930 | 1950 | 1961 | 1970 | 1980 | 1991 | 2001 | 2011 | 2021 |
| -------------- | ---- | ---- | ---- | ---- | ---- | ---- | ---- | ---- | ---- | ---- | ---- | ---- | ---- | ---- | ---- |
| Počet obyvatel | 184  | 180  | 185  | 170  | 161  | 148  | 142  | 100  | 84   | 68   | 41   | 19   | 14   | 11   | 13   |
| Počet domů     | 27   | 27   | 27   | 27   | 27   | 28   | 27   | 28   | 24   | 22   | 18   | 23   | 28   | 28   | 29   |

## Obecní správa
Při sčítání lidu v letech 1850–1963 Leština byla samostatnou obcí v okrese Jindřichův Hradec. Od roku 1964 je částí města Strmilov v okrese Jindřichův Hradec.

## Pamětihodnosti
- Ve vsi se nachází výklenková kaplička.
- Na návsi stojí u čp. 21 zvonička.